# Vườn quốc gia Kutai
Vườn quốc gia Kutai là một vườn quốc gia nằm trên khu vực đất thấp bên bờ biển phía đông của đảo Borneo, thuộc tỉnh Đông Kalimantan, Indonesia, cách đường xích đạo khoảng 10 đến 50 km về phía bắc.

## Địa lý
Vườn quốc gia này nằm ở phía bắc sông Mahakam và bao gồm một số hồ nước như Maau, Santan, Besar và Sirapan. Nó tiếp giáp với các thị trấn Bontang và Sangatta và cách khoảng 120 kilômét về phía bắc tỉnh lỵ Samarinda. Có một số khu định cư truyền thống của người Bugis nằm trong ranh giới vườn quốc gia.
Vườn quốc gia Kutai trải dài trên diện tích 2.000 km² là một phần của Khu bảo tồn thú săn Kutai trước đây đã được bảo vệ từ những năm 1970. Tuy nhiên, việc bảo vệ này cũng không ngăn cản việc khai thác bất hợp phát một phần ba diện tích rừng trong những năm tiếp theo và sự ra đời của các công ty khai thác ngày một tăng. Trong một nỗ lực nhằm ngăn chặn nạn phá rừng tiếp tục diễn ra, vườn quốc gia Kutai được thành lập vào năm 1982. Tuy nhiên, trận cháy lớn ở Borneo năm 1982/83 đã phá hủy phần lớn các khu rừng và sự xâm lấn liên tục của người dân dọc theo ranh giới phía đông làm giảm diện tích thực sự của vườn quốc gia, chỉ còn lại khoảng 30% diện tích rừng nguyên sinh so với ban đầu.

## Hệ sinh thái
Vườn quốc gia Kutai chủ yếu là rừng mưa nhiệt đới đất thấp các loài cây họ Dầu và có tổng cộng 958 loài thực vật, bao gồm các loài thuộc 8 trong số 9 chi họ Dầu trên thế giới, 41 loài lan và 220 loài dược liệu. Các kiểu thảm thực vật khác bao gồm rừng ngập mặn ven biển, rừng đầm lầy nước ngọt và rừng thạch nam Sundaland.
Đây là môi trường sống của 10 loài linh trưởng, 90 loài động vật có vú và 300 loài chim. Một số loài đáng chú ý gồm đười ươi, voọc Maroon, khỉ surili mặt trắng, voọc xám Miller, khỉ vòi, vượn Müller, nai, gấu chó, bò banteng, báo gấm, sóc bay đen tuyền, mèo gấm, mèo đầu phẳng, cầy rái cá, rái cá lông mượt và chồn họng vàng.